# Patriarchální vikariát jordánský
Patriarchální vikariát jordánský je územní část Latinského jeruzalémského patriarchátu, která pečuje o katolíky v Jordánsku ve Svaté zemi.

## Seznam farností jordánského vikariátu
- Ader – kostel sv. Josefa a Eliáše
- Ajlun – kostel sv. Pavla
- Akaba – kostel Panny Marie Hvězdy Mořské („Stella Maris“)
- Al Husun – kostel Neposkvrněného Početí Panny Marie
- Al-Misdar – kostel Krista Krále
- Al-Wahadneh – kostel sv. Eliáše
- Amman- kostel Dobrého Pastýře s centrem Panny Marie Královny Míru
- Andžara – poutní kostel Panny Marie v Horách (Navštívení Panny Marie)
- Džabal Al-Hashimi – kostel Panny Marie Karmelské
- Džabal Al-Hussein – kostel sv. Jana Kř. de la Salle
- Džabal Al-Weibdeh – kostel Zvěstování Panně Marii
- Džabal Amman – kostel sv. Josefa
- Fuheis El-Alali – kostel Panny Marie Milostné
- Fuheis – kostel Neposkvrněného Srdce Panny Marie
- Irbid – kostel sv. Jiří Mučedníka
- Kerak – kostel Panny Marie Růžencové
- Madaba – kostel Stětí sv. Jana Křtitele
- Mafrak – kostel sv. Josefa
- Ma’in – kostel sv. Jakuba Mladšího
- Marka – kostel Panny Marie Matky Církve
- Mardž Al-Hammam – kostel Nejsvětějšího Srdce Páně
- Misdar – kostel Krista Krále
- Na’ur – kostel Nejsvětějšího Srdce Páně
- Rumeimin – kostel Povýšení sv. Kříže
- Rusaifeh – kostel Panny Marie Matky Církve
- Safout – kostel sv. Terezie od Dítěte Ježíše
- Salt (Jordánsko)Salt – kostel Nanebevzetí Panny Marie
- Shatana – kostel Zvěstování Panně Marii
- Sweifieh – kostel Panny Marie Nazaretské
- Smakieh – kostel sv. Michaela
- Til'Al'Ali – kostel Nejsvětějšího Srdce Ježíšova
- Zarká sever – kostel Dvanácti Apoštolů
- Zarká jih – kostel sv. Pia X.
- Zarká nová – kostel Panny Marie Královny Míru

## Seznam patriarchálních vikářů
- Salim Sayegh (1982–2012)
- Maroun Lahham (2012–2017)
- William Hanna Shomali (2017–2021)
- Džamál Khader Daibes (2021–2024)
- Jihad Shweihat (2024)
- Iyad Twal (2024–)